# 歐洲圖書館
歐洲圖書館（The European Library）是一個提供通往49個歐洲國家圖書館和研究型圖書館2億多份文件服務的網路項目， 其成員圖書館都位于歐洲委員會成員國内。它成立于2005年，為歐洲數位圖書館的建立提供了支持。

## 加入时间
| 加入时间 | 国家图书馆 |
| -------- | --- |
| 2005年   | 荷蘭， 瑞士， 英国， 芬兰， 法國， 德国， 葡萄牙， 義大利佛罗伦萨， 義大利罗马                                             |
| 2006年   | 馬爾他， 賽普勒斯， 捷克， 匈牙利， 拉脫維亞， 立陶宛， 斯洛維尼亞， 爱沙尼亚， 波蘭， 斯洛伐克， 奥地利， 塞爾維亞， 丹麦 |
| 2007年   | 比利时， 希腊， 冰島， 愛爾蘭， 列支敦斯登， 盧森堡， 挪威， 西班牙， 瑞典， 俄羅斯                                        |
| 2008年   | 阿尔巴尼亚， 亞美尼亞， 保加利亚， 北馬其頓， 摩尔多瓦， 蒙特內哥羅， 羅馬尼亞， 土耳其， 俄羅斯圣彼得堡， 乌克兰          |
| *        | 圣马力诺， 梵蒂冈（不可搜索）                                                                                              |
| 2011     | |

## 外部連結
- The European Library （页面存档备份，存于）
- 歐洲圖書館宗旨 （页面存档备份，存于）
- Conference of European National Librarians (CENL)
- Europeana Libraries （页面存档备份，存于）